# Diskografie Jennifer Lopez
Toto je seznam vydané diskografie americké zpěvačky Jennifer Lopez.

## Alba

### Studiová alba
| Název                                                                                   | Detaily o albu                                           | Umístění v hitparádách | Umístění v hitparádách | Umístění v hitparádách | Umístění v hitparádách | Umístění v hitparádách | Umístění v hitparádách | Umístění v hitparádách | Umístění v hitparádách | Umístění v hitparádách | Umístění v hitparádách | Prodeje                                                                                   | Certifikace |
| Název                                                                                   | Detaily o albu                                           | US                     | AUS                    | CAN                    | FRA                    | GER                    | ITA                    | JPN                    | SPA                    | SWI                    | UK                     | Prodeje                                                                                   | Certifikace |
| --------------------------------------------------------------------------------------- | -------------------------------------------------------- | ---------------------- | ---------------------- | ---------------------- | ---------------------- | ---------------------- | ---------------------- | ---------------------- | ---------------------- | ---------------------- | ---------------------- | ----------------------------------------------------------------------------------------- | --- |
| On the 6                                                                                | - Vydáno: 1. června 1999 - Vydavatelství: Work           | 8                      | 11                     | 5                      | 15                     | 3                      | 13                     | 20                     | 12                     | 3                      | 14                     | - US: 2,900,000 - FRA: 210,000 - JPN: 200,000 - SPA: 280,000 - UK: 300,000                | - RIAA: 3× Platinum - ARIA: Platinum - BPI: Platinum - BVMI: Gold - FIMI: Platinum - IFPI SWI: Platinum - MC: 5× Platinum - PROMUSICAE: 2× Platinum - RIAJ: Gold - SNEP: 2× Gold |
| J.Lo                                                                                    | - Vydáno: 16. ledna 2001 - Vydavatelství: Epic           | 1                      | 2                      | 1                      | 6                      | 1                      | 5                      | 14                     | 1                      | 1                      | 2                      | - US: 3,800,000 - CAN: 282,348 - GER: 400,000 - JPN: 300,000 - SPA: 200,000 - UK: 606,500 | - RIAA: 4× Platinum - ARIA: 2× Platinum - BPI: 2× Platinum - BVMI: Platinum - IFPI SWI: 2× Platinum - MC: 2× Platinum - PROMUSICAE: 2× Platinum - RIAJ: Gold - SNEP: 2× Gold     |
| This Is Me... Then                                                                      | - Vydáno: 25. listopadu 2002 - Vydavatelství: Epic       | 2                      | 14                     | 5                      | 4                      | 4                      | 11                     | 9                      | 12                     | 3                      | 13                     | - US: 2,600,000 - FRA: 220,000 - GER: 200,000 - UK: 610,000                               | - RIAA: 2× Platinum - ARIA: Platinum - BPI: 2× Platinum - BVMI: Gold - FIMI: Gold - IFPI SWI: Platinum - MC: 2× Platinum - PROMUSICAE: Platinum - RIAJ: Gold - SNEP: 2× Gold     |
| Rebirth                                                                                 | - Vydáno: 23. února 2005 - Vydavatelství: Epic           | 2                      | 10                     | 2                      | 7                      | 3                      | 3                      | 3                      | 2                      | 1                      | 8                      | - US: 746,000 - JPN: 244,689                                                              | - RIAA: Platinum - ARIA: Gold - BPI: Gold - IFPI SWI: Gold - MC: Platinum - RIAJ: Gold - SNEP: Gold                                                                              |
| Como Ama una Mujer                                                                      | - Vydáno: 23. března 2007 - Vydavatelství: Epic          | 10                     | —                      | 50                     | 11                     | 4                      | 2                      | 60                     | 2                      | 1                      | 131                    | - US: 218,000 - SPA: 80,000 - UK: 7,364                                                   | - IFPI SWI: Platinum - PROMUSICAE: Platinum |
| Brave                                                                                   | - Vydáno: 4. října 2007 - Vydavatelství: Epic            | 12                     | 46                     | 13                     | 28                     | 41                     | 10                     | 6                      | 21                     | 6                      | 24                     | - US: 173,000 - FRA: 9,000 - JPN: 67,098 - UK: 21,179                                     | |
| Love?                                                                                   | - Vydáno: 29. dubna 2011 - Vydavatelství: Island         | 5                      | 9                      | 2                      | 7                      | 4                      | 6                      | 9                      | 3                      | 1                      | 6                      | - US: 353,000 - FRA: 40,000 - JPN: 59,415                                                 | - BPI: Gold - BVMI: Gold - FIMI: Gold - IFPI SWI: Gold - MC: Platinum |
| A.K.A.                                                                                  | - Vydáno: 13. června 2014 - Vydavatelství: Capitol       | 8                      | 24                     | 12                     | 70                     | 24                     | 13                     | 38                     | 14                     | 15                     | 41                     | - US: 81,000 - FRA: 2,000                                                                 | |
| This Is Me... Now                                                                       | - Vydáno: 16. února 2024 - Vydavatelství: Nuyorican, BMG | 38                     | 82                     | 77                     | 38                     | 8                      | 37                     | —                      | 20                     | 17                     | 55                     | - US: 19,000                                                                              | |
| "—" značí, že se nahrávka neumístila v hitparádách nebo v tomto území ani nebyla vydána |                                                          |                        |                        |                        |                        |                        |                        |                        |                        |                        |                        |                                                                                           | |

### Remixová alba
| Název                     | Detaily o albu                                | Umístění v hitparádách | Umístění v hitparádách | Umístění v hitparádách | Umístění v hitparádách | Umístění v hitparádách | Umístění v hitparádách | Umístění v hitparádách | Umístění v hitparádách | Umístění v hitparádách | Umístění v hitparádách | Prodeje                       | Certifikace                                                                                         |
| Název                     | Detaily o albu                                | US                     | AUS                    | CAN                    | FRA                    | GER                    | NLD                    | NZ                     | SPA                    | SWI                    | UK                     | Prodeje                       | Certifikace                                                                                         |
| ------------------------- | --------------------------------------------- | ---------------------- | ---------------------- | ---------------------- | ---------------------- | ---------------------- | ---------------------- | ---------------------- | ---------------------- | ---------------------- | ---------------------- | ----------------------------- | --------------------------------------------------------------------------------------------------- |
| J to tha L–O! The Remixes | - Vydáno: 1. února 2002 - Vydavatelství: Epic | 1                      | 11                     | 11                     | 14                     | 5                      | 5                      | 3                      | 30                     | 14                     | 4                      | - US: 1,500,000 - UK: 452,000 | - RIAA: Platinum - ARIA: Gold - BPI: Platinum - MC: Platinum - NVPI: Gold - RMNZ: Gold - SNEP: Gold |

### Soundtracky
| Název               | Detaily o albu                                                    | Umístění v hitparádách | Umístění v hitparádách | Umístění v hitparádách | Umístění v hitparádách | Umístění v hitparádách | Umístění v hitparádách |
| Název               | Detaily o albu                                                    | US                     | US Sound.              | AUS                    | BEL (WA)               | SPA                    | UK Sound.              |
| ------------------- | ----------------------------------------------------------------- | ---------------------- | ---------------------- | ---------------------- | ---------------------- | ---------------------- | ---------------------- |
| Marry Me (s Maluma) | - Vydáno: 4. února 2022 - Vydavatelství: Sony Music Latin, Arista | 135                    | 5                      | 90                     | 132                    | 90                     | 6                      |

### Kompilační alba
| Název                                                                                   | Detaily o albu                                    | Umístění v hitparádách | Umístění v hitparádách | Umístění v hitparádách | Umístění v hitparádách | Umístění v hitparádách | Umístění v hitparádách | Umístění v hitparádách | Umístění v hitparádách | Umístění v hitparádách | Umístění v hitparádách | Prodeje                                  | Certifikace     |
| Název                                                                                   | Detaily o albu                                    | US                     | AUS                    | CAN                    | FRA                    | GER                    | ITA                    | JPN                    | SPA                    | SWI                    | UK                     | Prodeje                                  | Certifikace     |
| --------------------------------------------------------------------------------------- | ------------------------------------------------- | ---------------------- | ---------------------- | ---------------------- | ---------------------- | ---------------------- | ---------------------- | ---------------------- | ---------------------- | ---------------------- | ---------------------- | ---------------------------------------- | --------------- |
| On the 6 / J.Lo                                                                         | - Vydáno: 27. září 2004 - Vydavatelství: Epic     | —                      | —                      | —                      | —                      | —                      | —                      | —                      | —                      | —                      | —                      |                                          | - BPI: Silver   |
| Triple Feature                                                                          | - Vydáno: 9. listopadu 2010 - Vydavatelství: Sony | —                      | —                      | —                      | —                      | —                      | —                      | —                      | —                      | —                      | —                      |                                          |                 |
| Dance Again... the Hits                                                                 | - Vydáno: 20. července 2012 - Vydavatelství: Epic | 20                     | 20                     | 3                      | 12                     | 15                     | 3                      | 11                     | 5                      | 7                      | 4                      | - US: 126,000 - FRA: 9,000 - JPN: 41,675 | - BPI: Platinum |
| "—" značí, že se nahrávka neumístila v hitparádách nebo v tomto území ani nebyla vydána |                                                   |                        |                        |                        |                        |                        |                        |                        |                        |                        |                        |                                          |                 |

## Extended play
| Název       | Detaily o EP                                       | Umístění v hitparádách | Umístění v hitparádách | Umístění v hitparádách | Prodeje       | Certifikace         |
| Název       | Detaily o EP                                       | US                     | FRA                    | JPN                    | Prodeje       | Certifikace         |
| ----------- | -------------------------------------------------- | ---------------------- | ---------------------- | ---------------------- | ------------- | ------------------- |
| The Reel Me | - Vydáno: 18. listopadu 2003 - Vydavatelství: Epic | 69                     | 84                     | 13                     | - US: 254,000 | - RIAA: 3× Platinum |

## Singly

### 1990s
| Název                                                                                   | Rok  | Umístění v hitparádách | Umístění v hitparádách | Umístění v hitparádách | Umístění v hitparádách | Umístění v hitparádách | Umístění v hitparádách | Umístění v hitparádách | Umístění v hitparádách | Umístění v hitparádách | Umístění v hitparádách | Certifikace | Album    |
| Název                                                                                   | Rok  | US                     | AUS                    | BEL (WA)               | CAN                    | FRA                    | GER                    | ITA                    | SPA                    | SWI                    | UK                     | Certifikace | Album    |
| --------------------------------------------------------------------------------------- | ---- | ---------------------- | ---------------------- | ---------------------- | ---------------------- | ---------------------- | ---------------------- | ---------------------- | ---------------------- | ---------------------- | ---------------------- | --- | -------- |
| "If You Had My Love"                                                                    | 1999 | 1                      | 1                      | 3                      | 1                      | 4                      | 5                      | 4                      | 7                      | 5                      | 4                      | - RIAA: Platinum - ARIA: 2× Platinum - BEA: Platinum - BPI: Platinum - BVMI: Gold - IFPI SWI: Gold - SNEP: Gold | On the 6 |
| "No Me Ames" (s Marc Anthony)                                                           | 1999 | —                      | —                      | —                      | —                      | —                      | —                      | —                      | —                      | —                      | —                      | | On the 6 |
| "Waiting for Tonight"                                                                   | 1999 | 8                      | 4                      | 4                      | 13                     | 10                     | 15                     | 7                      | 2                      | 14                     | 5                      | - RIAA: Platinum - ARIA: 2× Platinum - BEA: Gold - BPI: Gold - SNEP: Gold                                       | On the 6 |
| "—" značí, že se nahrávka neumístila v hitparádách nebo v tomto území ani nebyla vydána |      |                        |                        |                        |                        |                        |                        |                        |                        |                        |                        | |          |

### 2000s
| Název                                                                                   | Rok  | Umístění v hitparádách | Umístění v hitparádách | Umístění v hitparádách | Umístění v hitparádách | Umístění v hitparádách | Umístění v hitparádách | Umístění v hitparádách | Umístění v hitparádách | Umístění v hitparádách | Umístění v hitparádách | Certifikace | Album                     |
| Název                                                                                   | Rok  | US                     | AUS                    | BEL (WA)               | CAN                    | FRA                    | GER                    | ITA                    | SPA                    | SWI                    | UK                     | Certifikace | Album                     |
| --------------------------------------------------------------------------------------- | ---- | ---------------------- | ---------------------- | ---------------------- | ---------------------- | ---------------------- | ---------------------- | ---------------------- | ---------------------- | ---------------------- | ---------------------- | --- | ------------------------- |
| "Feelin' So Good" (feat. Big Pun a Fat Joe)                                             | 2000 | 51                     | 20                     | 24                     | 7                      | —                      | 39                     | 27                     | —                      | 22                     | 15                     | - ARIA Gold | On the 6                  |
| "Let's Get Loud"                                                                        | 2000 | —                      | 9                      | 21                     | 26                     | 40                     | 13                     | 6                      | —                      | 10                     | —                      | - RIAA: Platinum - ARIA: 3× Platinum - BEA: Gold - BPI: Silver - BVMI: Gold - FIMI: Gold - PROMUSICAE: Gold              | On the 6                  |
| "Love Don't Cost a Thing"                                                               | 2000 | 3                      | 4                      | 2                      | 1                      | 5                      | 6                      | 1                      | 1                      | 2                      | 1                      | - ARIA: 2× Platinum - BEA: Gold - BPI: Gold - IFPI SWI: Gold                                                             | J.Lo                      |
| "Play"                                                                                  | 2001 | 18                     | 14                     | 8                      | 5                      | 20                     | 19                     | 8                      | 14                     | 10                     | 3                      | - ARIA: Platinum - BEA: Gold - BPI: Silver                                                                               | J.Lo                      |
| "I'm Real" (sólo nebo remix feat. Ja Rule)                                              | 2001 | 1                      | 3                      | 5                      | 6                      | 3                      | 11                     | 16                     | —                      | 6                      | 4                      | - ARIA: 3× Platinum - BEA: Gold - BPI: Gold - SNEP: Gold                                                                 | J.Lo                      |
| "Ain't It Funny"                                                                        | 2001 | —                      | 25                     | 5                      | —                      | 13                     | 13                     | 17                     | 10                     | 9                      | 3                      | - ARIA: Platinum - BEA: Gold - BPI: Gold                                                                                 | J.Lo                      |
| "Ain't It Funny (Murder Remix)" (feat. Ja Rule a Caddillac Tah)                         | 2002 | 1                      | 9                      | 24                     | 12                     | —                      | 18                     | —                      | 16                     | 7                      | 4                      | - ARIA: Gold | J to tha L–O! The Remixes |
| "I'm Gonna Be Alright (Track Masters Remix)" (feat. Nas)                                | 2002 | 10                     | 16                     | 26                     | 29                     | 12                     | 6                      | 24                     | —                      | 4                      | 3                      | - ARIA: Gold - BPI: Silver                                                                                               | J to tha L–O! The Remixes |
| "Alive"                                                                                 | 2002 | —                      | —                      | —                      | —                      | —                      | —                      | —                      | —                      | —                      | —                      | | J to tha L–O! The Remixes |
| "Jenny from the Block" (feat. Jadakiss a Styles)                                        | 2002 | 3                      | 5                      | 6                      | 1                      | 5                      | 7                      | 4                      | 2                      | 4                      | 3                      | - RIAA: Platinum - ARIA: 3× Platinum - BEA: Gold - BPI: Platinum - BVMI: Gold - FIMI: Gold - IFPI SWI: Gold - SNEP: Gold | This Is Me... Then        |
| "All I Have" (feat. LL Cool J)                                                          | 2002 | 1                      | 2                      | 16                     | 6                      | 29                     | 19                     | 13                     | —                      | 4                      | 2                      | - RIAA: Platinum - ARIA: 2× Platinum - BPI: Gold                                                                         | This Is Me... Then        |
| "I'm Glad"                                                                              | 2003 | 32                     | 10                     | 30                     | 8                      | —                      | 44                     | 17                     | 19                     | 21                     | 11                     | - ARIA: Gold | This Is Me... Then        |
| "Baby I Love U!"                                                                        | 2003 | 72                     | —                      | —                      | —                      | —                      | —                      | —                      | —                      | —                      | 3                      | | This Is Me... Then        |
| "Get Right"                                                                             | 2005 | 12                     | 3                      | 2                      | 3                      | 2                      | 7                      | 1                      | 3                      | 3                      | 1                      | - RIAA: Gold - ARIA: 2× Platinum - BPI: Platinum - SNEP: Gold                                                            | Rebirth                   |
| "Hold You Down" (feat. Fat Joe)                                                         | 2005 | 64                     | 17                     | —                      | —                      | —                      | 44                     | 22                     | 12                     | 44                     | 6                      | | Rebirth                   |
| "Control Myself" (LL Cool J feat. Jennifer Lopez)                                       | 2006 | 4                      | 17                     | —                      | 4                      | —                      | 25                     | —                      | —                      | —                      | 2                      | - RIAA: Gold - BPI: Silver                                                                                               | Todd Smith                |
| "Qué Hiciste"                                                                           | 2007 | 86                     | —                      | 11                     | —                      | —                      | 10                     | 1                      | 1                      | 1                      | 162                    | - PROMUSICAE: 8× Platinum                                                                                                | Como Ama una Mujer        |
| "Me Haces Falta"                                                                        | 2007 | —                      | —                      | —                      | —                      | —                      | —                      | —                      | —                      | —                      | —                      | | Como Ama una Mujer        |
| "Do It Well"                                                                            | 2007 | 31                     | 18                     | 20                     | 23                     | 29                     | 30                     | 2                      | —                      | 12                     | 11                     | | Brave                     |
| "Hold It Don't Drop It"                                                                 | 2007 | —                      | —                      | —                      | —                      | —                      | —                      | 4                      | —                      | —                      | 72                     | | Brave                     |
| "This Boy's Fire" (Santana feat. Jennifer Lopez)                                        | 2007 | —                      | —                      | —                      | —                      | —                      | —                      | —                      | —                      | —                      | —                      | | Ultimate Santana          |
| "Louboutins"                                                                            | 2009 | —                      | —                      | —                      | —                      | —                      | —                      | —                      | —                      | —                      | —                      | | Singl bez alb             |
| "—" značí, že se nahrávka neumístila v hitparádách nebo v tomto území ani nebyla vydána |      |                        |                        |                        |                        |                        |                        |                        |                        |                        |                        | |                           |

### 2010s
| Název                                                                                   | Rok  | Umístění v hitparádách | Umístění v hitparádách | Umístění v hitparádách | Umístění v hitparádách | Umístění v hitparádách | Umístění v hitparádách | Umístění v hitparádách | Umístění v hitparádách | Umístění v hitparádách | Umístění v hitparádách | Certifikace | Album                   |
| Název                                                                                   | Rok  | US                     | US Latin               | AUS                    | CAN                    | FRA                    | GER                    | ITA                    | SPA                    | SWI                    | UK                     | Certifikace | Album                   |
| --------------------------------------------------------------------------------------- | ---- | ---------------------- | ---------------------- | ---------------------- | ---------------------- | ---------------------- | ---------------------- | ---------------------- | ---------------------- | ---------------------- | ---------------------- | --- | ----------------------- |
| "On the Floor" (feat. Pitbull)                                                          | 2011 | 3                      | 2                      | 1                      | 1                      | 1                      | 1                      | 1                      | 1                      | 1                      | 1                      | - RIAA: 3× Platinum - ARIA: 4× Platinum - BEA: Platinum - BPI: 3× Platinum - BVMI: 7× Gold - FIMI: 3× Platinum - IFPI SWI: 4× Platinum - MC: 5× Platinum - PROMUSICAE: 3× Platinum | Love?                   |
| "I'm Into You" (feat. Lil Wayne)                                                        | 2011 | 41                     | 37                     | 45                     | 55                     | 38                     | 16                     | 18                     | 17                     | 22                     | 9                      | - RIAA: Gold - BPI: Silver - BVMI: Gold - FIMI: Gold - MC: Gold - IFPI SWI: Gold                                                                                                   | Love?                   |
| "Papi"                                                                                  | 2011 | 96                     | —                      | —                      | 50                     | 28                     | —                      | 3                      | 18                     | 37                     | 67                     | - FIMI: Platinum - MC: Gold | Love?                   |
| "T.H.E. (The Hardest Ever)" (will.i.am feat. Mick Jagger a Jennifer Lopez)              | 2011 | 36                     | 45                     | 57                     | 10                     | —                      | —                      | —                      | —                      | 41                     | 3                      | - BPI: Silver | Singl bez alb           |
| "Dance Again" (feat. Pitbull)                                                           | 2012 | 17                     | 16                     | 28                     | 4                      | 15                     | 14                     | 7                      | 4                      | 14                     | 11                     | - RIAA: Platinum - ARIA: Platinum - BEA: Gold - BVMI: Platinum - FIMI: Platinum - MC: Platinum - PROMUSICAE: Gold                                                                  | Dance Again... the Hits |
| "Follow the Leader" (Wisin & Yandel feat. Jennifer Lopez)                               | 2012 | —                      | 1                      | —                      | —                      | 177                    | —                      | —                      | 26                     | —                      | —                      | - RIAA: Gold | Líderes                 |
| "Goin' In" (feat. Flo Rida)                                                             | 2012 | —                      | 31                     | —                      | 54                     | —                      | 67                     | 99                     | —                      | —                      | —                      | | Let's Dance: Revolution |
| "Quizás, Quizás, Quizás" (Andrea Bocelli feat. Jennifer Lopez)                          | 2013 | —                      | 45                     | —                      | —                      | —                      | —                      | —                      | —                      | —                      | —                      | | Passione                |
| "Sweet Spot" (Flo Rida feat. Jennifer Lopez)                                            | 2013 | —                      | —                      | 25                     | —                      | 195                    | —                      | —                      | —                      | —                      | —                      | - ARIA: Gold | Wild Ones               |
| "Live It Up" (feat. Pitbull)                                                            | 2013 | 60                     | —                      | 20                     | 16                     | 67                     | 36                     | 36                     | 10                     | 33                     | 17                     | - ARIA: Gold - MC: Gold | Singly bez alb          |
| "Adrenalina" (Wisin feat. Jennifer Lopez a Ricky Martin)                                | 2014 | 94                     | 2                      | —                      | —                      | 122                    | —                      | 52                     | 3                      | 57                     | —                      | - FIMI: Gold - PROMUSICAE: 2× Platinum | Singly bez alb          |
| "I Luh Ya Papi" (feat. French Montana)                                                  | 2014 | 77                     | —                      | —                      | 78                     | —                      | —                      | —                      | —                      | —                      | 170                    | | A.K.A.                  |
| "We Are One (Ole Ola)" (Pitbull feat. Jennifer Lopez a Claudia Leitte)                  | 2014 | 59                     | —                      | 61                     | 51                     | 3                      | 6                      | 2                      | 4                      | 2                      | 29                     | - RIAA: Gold - BVMI: Gold - FIMI: Platinum - IFPI SWI: Gold - PROMUSICAE: Platinum                                                                                                 | One Love, One Rhythm    |
| "First Love"                                                                            | 2014 | 87                     | —                      | —                      | —                      | 193                    | —                      | 41                     | —                      | —                      | 63                     | | A.K.A.                  |
| "Booty" (feat. Iggy Azalea nebo Pitbull)                                                | 2014 | 18                     | —                      | 27                     | 11                     | 93                     | 78                     | 97                     | —                      | —                      | 137                    | - RIAA: Platinum | A.K.A.                  |
| "Feel the Light"                                                                        | 2015 | —                      | —                      | —                      | —                      | —                      | —                      | —                      | —                      | —                      | —                      | | Konečně doma            |
| "Stressin" (Fat Joe feat. Jennifer Lopez)                                               | 2015 | —                      | —                      | —                      | —                      | —                      | —                      | —                      | —                      | —                      | —                      | | Singl bez alb           |
| "Back It Up" (Prince Royce feat. Jennifer Lopez a Pitbull)                              | 2015 | 92                     | 19                     | —                      | 56                     | —                      | —                      | —                      | 40                     | —                      | —                      | - PROMUSICAE: Gold | Double Vision           |
| "El Mismo Sol" (Álvaro Soler feat. Jennifer Lopez)                                      | 2015 | —                      | 11                     | —                      | —                      | —                      | —                      | —                      | 6                      | —                      | —                      | - PROMUSICAE: 2× Platinum | Eterno Agosto           |
| "Try Me" (Jason Derulo feat. Jennifer Lopez a Matoma)                                   | 2015 | —                      | —                      | —                      | —                      | 168                    | 39                     | —                      | 57                     | —                      | 113                    | - BVMI: Gold | Everything Is 4         |
| "Ain't Your Mama"                                                                       | 2016 | 76                     | —                      | 85                     | 34                     | 11                     | 5                      | 32                     | 4                      | 16                     | 182                    | - RIAA: Gold - ARIA: Platinum - BPI: Silver - BVMI: Platinum - FIMI: 2× Platinum - PROMUSICAE: 3× Platinum - SNEP: Diamond                                                         | Singl bez alb           |
| "Chegaste" (s Roberto Carlos)                                                           | 2016 | —                      | —                      | —                      | —                      | —                      | —                      | —                      | —                      | —                      | —                      | | Roberto Carlos          |
| "Ni Tú Ni Yo" (feat. Gente de Zona)                                                     | 2017 | —                      | 15                     | —                      | —                      | 82                     | —                      | —                      | 24                     | 30                     | —                      | - PROMUSICAE: Gold | Singly bez alb          |
| "Amor, Amor, Amor" (feat. Wisin)                                                        | 2017 | —                      | 10                     | —                      | —                      | 120                    | —                      | 99                     | 60                     | 33                     | —                      | | Singly bez alb          |
| "Us"                                                                                    | 2018 | —                      | —                      | —                      | —                      | —                      | —                      | —                      | —                      | —                      | —                      | | Singly bez alb          |
| "Se Acabó el Amor" (s Abraham Mateo a Yandel)                                           | 2018 | —                      | 19                     | —                      | —                      | —                      | —                      | —                      | 64                     | 83                     | —                      | - RIAA: Platinum (Latin) | A Cámara Lenta          |
| "El Anillo"                                                                             | 2018 | —                      | 12                     | —                      | —                      | 163                    | —                      | —                      | 9                      | 93                     | —                      | - RIAA: 8× Platinum (Latin) - PROMUSICAE: Platinum | Singly bez alb          |
| "Dinero" (feat. DJ Khaled a Cardi B)                                                    | 2018 | 80                     | —                      | —                      | 75                     | 140                    | —                      | —                      | —                      | —                      | —                      | - RIAA: Gold | Singly bez alb          |
| "Te Guste" (s Bad Bunny)                                                                | 2018 | —                      | 12                     | —                      | —                      | —                      | —                      | —                      | 52                     | —                      | —                      | | Singly bez alb          |
| "Limitless" (z filmu Znovu ve hře)                                                      | 2018 | —                      | —                      | —                      | —                      | —                      | —                      | —                      | —                      | —                      | —                      | | Singly bez alb          |
| "Te Boté II" (Casper Magico, Nio Garcia a Cosculluela feat. Wisin, Yandel a JLo)        | 2018 | —                      | —                      | —                      | —                      | —                      | —                      | —                      | —                      | —                      | —                      | - RIAA: Platinum (Latin) | Singly bez alb          |
| "That's How Strong Our Love Is" (Bryan Adams feat. Jennifer Lopez)                      | 2019 | —                      | —                      | —                      | —                      | —                      | —                      | —                      | —                      | —                      | —                      | | Shine a Light           |
| "Medicine" (feat. French Montana)                                                       | 2019 | —                      | —                      | —                      | 91                     | —                      | —                      | —                      | —                      | —                      | —                      | | Singly bez alb          |
| "Baila Conmigo"                                                                         | 2019 | —                      | —                      | —                      | —                      | —                      | —                      | —                      | —                      | —                      | —                      | - RIAA: Platinum (Latin) | Singly bez alb          |
| "—" značí, že se nahrávka neumístila v hitparádách nebo v tomto území ani nebyla vydána |      |                        |                        |                        |                        |                        |                        |                        |                        |                        |                        | |                         |

### 2020s
| Název                                                                                   | Rok  | Umístění v hitparádách | Umístění v hitparádách | Umístění v hitparádách | Umístění v hitparádách | Umístění v hitparádách | Umístění v hitparádách | Umístění v hitparádách | Umístění v hitparádách | Umístění v hitparádách | Umístění v hitparádách | Certifikace                                  | Album                   |
| Název                                                                                   | Rok  | US                     | US Latin               | CAN                    | HUN                    | MEX                    | NLD                    | SPA                    | SWI                    | UK                     | WW                     | Certifikace                                  | Album                   |
| --------------------------------------------------------------------------------------- | ---- | ---------------------- | ---------------------- | ---------------------- | ---------------------- | ---------------------- | ---------------------- | ---------------------- | ---------------------- | ---------------------- | ---------------------- | -------------------------------------------- | ----------------------- |
| "Pa' Ti" (s Maluma)                                                                     | 2020 | —                      | 9                      | —                      | 5                      | 41                     | —                      | 57                     | 74                     | —                      | 106                    | - RIAA: 3× Platinum (Latin) - AMPROFON: Gold | Vem si mě               |
| "Lonely" (s Maluma)                                                                     | 2020 | —                      | —                      | —                      | 19                     | —                      | —                      | —                      | —                      | —                      | —                      |                                              | Singly bez alb          |
| "In the Morning"                                                                        | 2020 | —                      | —                      | —                      | 16                     | —                      | —                      | —                      | —                      | —                      | —                      |                                              | Singly bez alb          |
| "It's the Most Wonderful Time of the Year" (se Stevie Mackey a The Eleven)              | 2020 | —                      | —                      | —                      | —                      | —                      | —                      | —                      | —                      | —                      | —                      |                                              | The Most Wonderful Time |
| "Cambia el Paso" (s Rauw Alejandro)                                                     | 2021 | —                      | 21                     | —                      | 17                     | —                      | —                      | 98                     | —                      | —                      | —                      |                                              | Singl bez alb           |
| "On My Way (Marry Me)"                                                                  | 2021 | —                      | —                      | —                      | 18                     | —                      | —                      | —                      | —                      | —                      | —                      |                                              | Vem si mě               |
| "Marry Me" (s Maluma)                                                                   | 2022 | —                      | —                      | —                      | 8                      | 34                     | —                      | —                      | —                      | —                      | —                      |                                              | Vem si mě               |
| "Can't Get Enough"                                                                      | 2024 | —                      | —                      | —                      | —                      | —                      | —                      | —                      | —                      | —                      | —                      |                                              | This Is Me... Now       |
| "Rebound"                                                                               | 2024 | —                      | —                      | —                      | —                      | —                      | —                      | —                      | —                      | —                      | —                      |                                              | This Is Me... Now       |
| "—" značí, že se nahrávka neumístila v hitparádách nebo v tomto území ani nebyla vydána |      |                        |                        |                        |                        |                        |                        |                        |                        |                        |                        |                                              |                         |

## Charitativní singly
| "El Ultimo Adios (The Last Goodbye)" (jako různí umělci)                                | 2001 | —  | —  | —  | — |
| "What's Going On" (jako Artists Against AIDS Worldwide)                                 | 2001 | 27 | 35 | 16 | 6 |
| "Hands" (jako různí umělci)                                                             | 2016 | —  | —  | —  | — |
| "Love Make the World Go Round" (s Lin-Manuel Miranda)                                   | 2016 | 72 | —  | —  | — |
| "Almost Like Praying" (Lin-Manuel Miranda feat. Artists for Puerto Rico)                | 2017 | 20 | —  | —  | — |
| "—" značí, že se nahrávka neumístila v hitparádách nebo v tomto území ani nebyla vydána |      |    |    |    |   |

## Promo singly
| "Spanish Fly" (Black Rob feat. Jennifer Lopez)                                          | 1999 | — | —   | —  | Life Story        |
| "Open Off My Love"                                                                      | 1999 | — | —   | —  | On the 6          |
| "El Deseo De Tu Amor"                                                                   | 2000 | — | —   | —  | On the 6          |
| "Si Ya Se Acabó"                                                                        | 2001 | — | —   | —  | J.Lo              |
| "Cariño"                                                                                | 2001 | — | —   | —  | J.Lo              |
| "Brave"                                                                                 | 2008 | — | 7   | —  | Brave             |
| "Fresh Out the Oven" (feat. Pitbull)                                                    | 2009 | 1 | 103 | —  | Singl bez alb     |
| "Good Hit"                                                                              | 2011 | — | —   | —  | Love?             |
| "(What Is) Love?"                                                                       | 2011 | — | —   | 33 | Love?             |
| "Girls"                                                                                 | 2014 | — | —   | —  | A.K.A.            |
| "Same Girl"                                                                             | 2014 | — | —   | —  | A.K.A.            |
| "A Selena Tribute"                                                                      | 2015 | — | —   | —  | Singly bez alb    |
| "Olvídame y Pega la Vuelta" (s Marc Anthony)                                            | 2016 | — | —   | —  | Singly bez alb    |
| "Same Girl" (Halftime Remix) (feat. French Montana)                                     | 2022 | — | —   | —  | Singly bez alb    |
| "This Is Your Land" (feat. The United States Marine Band)                               | 2022 | — | —   | —  | Singly bez alb    |
| "This Is Me... Now"                                                                     | 2024 | — | —   | —  | This Is Me... Now |
| "This Time Around" (feat. (G)I-dle)                                                     | 2024 | — | —   | —  | This Is Me... Now |
| "—" značí, že se nahrávka neumístila v hitparádách nebo v tomto území ani nebyla vydána |      |   |     |    |                   |

## Spolu umělkyně
| Název                                 | Rok  | Další umělec           | Album                             |
| ------------------------------------- | ---- | ---------------------- | --------------------------------- |
| "Hands Up"                            | 2004 | Clinton Sparks, Clipse | White Chicks Like Mixtapes Too    |
| "Dynamite" (Remix)                    | 2010 | Taio Cruz              | Rokstarr                          |
| "Drinks for You (Ladies Anthem)"      | 2012 | Pitbull                | Global Warming                    |
| "Quizas, Quizas, Quizas"              | 2013 | Andrea Bocelli         | Passione                          |
| "Physical"                            | 2014 | Enrique Iglesias       | Sex and Love                      |
| "Feel the Light"                      | 2015 | žádné                  | Konečně doma                      |
| "Try Me"                              | 2015 | Jason Derulo, Matoma   | Everything Is 4 a Hakuna Matoma   |
| "Sexy Body"                           | 2017 | Pitbull                | Climate Change                    |
| "Put Your Lovin' Where Your Mouth Is" | 2018 | Poo Bear               | Poo Bear Presents Bearthday Music |
| "That's How Strong Our Love Is"       | 2019 | Bryan Adams            | Shine a Light                     |
| "Miami"                               | 2022 | Wisin & Yandel         | La Ultima Mision                  |